# Christian Martfelt
Christian Martfelt (8. maj 1728 – 8. februar 1790) var en dansk nationaløkonom.
Chr. Martfelt blev født i Odense. Hans forældre var August Martfelt, borgmester i Odense, og Elisabeth Marie født Bendixen. Han kom i 1748 til Københavns Universitet og tog næste år philosophicum. I nogen tid levede han som privatlærer i København og blev i 1758 hovmester i Sorø for hof- og kammerjunker Carl Adolph Linstow.
Ved Jens Schielderup Sneedorffs forelæsninger over Montesquieus lære fik han interesse for statsvidenskaberne og foretog i den anledning med understøttelse af den rige grosserer Niels Ryberg fra 1761-68 rejser i ind- og udland, der endte på de vestindiske øer.
Efter sin hjemkomst deltog han i stiftelsen af Det Kongelige Danske Landhusholdningsselskab (1769), hvis sekretær han ved sin hele uddannelse, sin iver for selskabets trivsel og sin interesse for landøkonomi var selvskrevet til at blive. Han tilførte selskabet en mængde medlemmer og virkede i 18 år med rastløs energi i dets tjeneste, indtil han mod slutningen af sit liv hjemsøgtes af sindssyge, et religiøst vanvid, der medførte, at han efterhånden fjernedes fra sine forretninger.
Det var i Landhusholdningsselskabets tjeneste, at Martfelt i året 1770 sammen med bergråd Henrik Blichfeldt undersøgte stenkulslejerne på Bornholm; i forening med denne afgav han samme år en beretning derom. Det følgende år påfulgte en afhandling om Irlands handel med fedevarer, der vakte en hel del opsigt og indbragte ham selskabets guldmedalje. I 1772 fik han atter en guldmedalje af selskabet, for en afhandling om årsagerne til de høje kornpriser, og fik samme år kongelig ordre til ved toldstedernes toldbøger og ved andre hjælpekilder at beregne Danmarks handelsbalance for de sidste 9 år. Han afleverede allerede sin beregning i slutningen af året og blev belønnet med fortjenstmedaljen i guld.
Disse år var i det hele taget Martfelts glansperiode. Også som politisk forfatter optrådte han i denne tid i ly af trykkefriheden i den såkaldte Philopatreias-strid. Han angreb under mærket "Philocosmus" tidligere regeringer i skarpe udtryk og kritiserede ivrig Ove Guldbergs udtalelser (skrevne under mærket "Philodanus"), mens han anerkendte Struensees regimente.
I januar 1773 udnævntes han til chef for Kommercekollegiets danske sekretariat og tillige til kommitteret i dette kollegium, og et Par Uger derefter blev han gjort til justitsråd (1770 var han blevet udnævnt til kancelliråd); men snart måtte hans friere anskuelser komme i konflikt med den konservative retning, som nu var blevet rådende.
Allerede i 1774 afskedigedes han fra sit sæde i Kommercekollegiet og blev beskikket til kommercekonsulent, i hvilken stilling han vistnok ikke blev synderlig benyttet, og hans skrift Bevis, at Danmarks og Norges 40 Aar gamle Kornhandelsplan, lagt ved Forordning af 16. Sept. 1735, ikke naar sin Hensigt til Tronens og Statens bedste, som var færdigtrykt i 1774, blev holdt tilbage i 11 år til efter Guldbergs fald.
Efter 1774 skrev Martfelt da også forholdsvis lidt. Martfelts navn er ikke mindst knyttet til det sidstnævnte skrift, der sikkert har haft betydning for den efterfølgende liberalere lovgivning. Han hævder handelsfriheden som princip, men han er dog enig med Guldberg i, at friheden skal være "ledsaget med Klogskab", og hertil hører ind- og udførselstold, der skal være et øje ved handelen, der vejleder uden at vildlede den. Helt fri for merkantilistiske opfattelser kan han dog næppe siges at have været, men samlet set vidner hans skrifter om en for hans tid ualmindelig økonomisk indsigt.
I 1779 udnævntes Martfelt til etatsråd. Han døde 8. februar 1790. Uden tvivl har han aldrig været gift.